# Genilac
Genilac és un municipi francès situat al departament del Loira i a la regió d'Alvèrnia-Roine-Alps. L'any 2007 tenia 3.620 habitants.

## Demografia

### Població
El 2007 la població de fet de Genilac era de 3.620 persones. Hi havia 1.257 famílies de les quals 214 eren unipersonals (78 homes vivint sols i 136 dones vivint soles), 402 parelles sense fills, 580 parelles amb fills i 61 famílies monoparentals amb fills.
La població ha evolucionat segons el següent gràfic:
Habitants censats

### Habitatges
El 2007 hi havia 1.378 habitatges, 1.269 eren l'habitatge principal de la família, 29 eren segones residències i 81 estaven desocupats. 1.275 eren cases i 93 eren apartaments. Dels 1.269 habitatges principals, 1.075 estaven ocupats pels seus propietaris, 158 estaven llogats i ocupats pels llogaters i 36 estaven cedits a títol gratuït; 4 tenien una cambra, 48 en tenien dues, 187 en tenien tres, 385 en tenien quatre i 644 en tenien cinc o més. 1.016 habitatges disposaven pel capbaix d'una plaça de pàrquing. A 412 habitatges hi havia un automòbil i a 769 n'hi havia dos o més.

### Piràmide de població
La piràmide de població per edats i sexe el 2009 era:
| Homes | Edats   | Dones |
| ----- | ------- | ----- |
| 4     | 95 o +  | 0     |
| 0     | 90 a 94 | 8     |
| 8     | 85 a 89 | 16    |
| 12    | 80 a 84 | 12    |
| 40    | 75 a 79 | 48    |
| 52    | 70 a 74 | 48    |
| 56    | 65 a 69 | 28    |
| 80    | 60 a 64 | 84    |
| 76    | 55 a 59 | 68    |
| 100   | 50 a 54 | 132   |
| 144   | 45 a 49 | 92    |
| 92    | 40 a 44 | 96    |
| 132   | 35 a 39 | 172   |
| 116   | 30 a 34 | 104   |
| 96    | 25 a 29 | 88    |
| 64    | 20 a 24 | 80    |
| 136   | 15 a 19 | 80    |
| 140   | 10 a 14 | 140   |
| 152   | 5 a 9   | 96    |
| 100   | 0 a 4   | 92    |

## Economia
El 2007 la població en edat de treballar era de 2.331 persones, 1.698 eren actives i 633 eren inactives. De les 1.698 persones actives 1.587 estaven ocupades (879 homes i 708 dones) i 112 estaven aturades (39 homes i 73 dones). De les 633 persones inactives 205 estaven jubilades, 234 estaven estudiant i 194 estaven classificades com a «altres inactius».

### Ingressos
El 2009 a Genilac hi havia 1.312 unitats fiscals que integraven 3.633,5 persones, la mediana anual d'ingressos fiscals per persona era de 19.213 €.

### Activitats econòmiques
Dels 113 establiments que hi havia el 2007, 2 eren d'empreses extractives, 3 d'empreses alimentàries, 3 d'empreses de fabricació de material elèctric, 10 d'empreses de fabricació d'altres productes industrials, 28 d'empreses de construcció, 19 d'empreses de comerç i reparació d'automòbils, 6 d'empreses de transport, 2 d'empreses d'hostatgeria i restauració, 2 d'empreses d'informació i comunicació, 1 d'una empresa financera, 8 d'empreses immobiliàries, 7 d'empreses de serveis, 10 d'entitats de l'administració pública i 12 d'empreses classificades com a «altres activitats de serveis».
Dels 37 establiments de servei als particulars que hi havia el 2009, 1 era una oficina de correu, 4 tallers de reparació d'automòbils i de material agrícola, 6 paletes, 2 guixaires pintors, 2 fusteries, 4 lampisteries, 6 electricistes, 4 perruqueries, 1 restaurant, 3 agències immobiliàries i 4 salons de bellesa.
Els 2 establiments comercials que hi havia el 2009 eren fleques.
L'any 2000 a Genilac hi havia 63 explotacions agrícoles que ocupaven un total de 264 hectàrees.

## Equipaments sanitaris i escolars
L'únic equipament sanitari que hi havia el 2009 era una farmàcia.
El 2009 hi havia 5 escoles elementals.

## Poblacions més properes
El següent diagrama mostra les poblacions més properes.